# Ezequiel Centurión
Ezequiel Centurión (Cipolletti, Río Negro; 20 de mayo de 1997) es un futbolista argentino. Se desempeña como arquero y su equipo actual es Independiente Rivadavia de la Primera División de Argentina.

## Trayectoria
Hizo sus primeros pasos dentro del fútbol en el Club Cipolletti, hasta que llamó la atención del Millonario, quien lo fichó en 2014 para jugar en su Sexta División; tenía 16 años cuando se sumó a River Plate.

### River Plate
En el año 2018 llegaron las primeras citaciones y ocupó un lugar entre los suplentes en los partidos ante Colón, Estudiantes y Gimnasia por el torneo local. Pese a no disputar minutos, formó parte del plantel que obtuvo la Copa Libertadores 2018, habiendo ingresado a la lista de buena fe a partir de la instancia de semifinales. 
Con el correr del tiempo cada vez fue ganando más terreno dentro de la institución, hasta que en 2019 se afianzó como titular dentro de la división Reserva, este fue el paso previo a dar el gran salto al primer equipo.
Ya en 2019 es citado por Marcelo Gallardo, sin embargo, no llega a debutar en la Primera División, debido a que en el plantel se encontraban además de Franco Armani, los experimentados Germán Lux y Enrique Bologna, pese a la dura competencia por un hueco en las grandes ligas, Centurión tomó esa disputa como una gran ayuda para su crecimiento. “Trato de aprender de mis tres compañeros, Franco (Armani), Poroto (Lux) y Beto (Bologna), que son un gran espejo para mí. El día a día es muy importante, ellos también me ayudan a corregir algunas cosas para crecer y así el día de mañana yo poder tener una oportunidad. Tratamos de ser lo más completo posible para defender este arco que es el más grande de todos. Vestir la camiseta de River es un orgullo para mí, desde chiquito que sueño hacerlo y bueno ahora a luchar por tener una oportunidad, ojalá se me de”, comentó durante una entrevista radial.
Para el año 2020 fue noticia por ser uno de los primeros casos positivos de coronavirus en el fútbol argentino. Luego ser aislado durante dos semanas en su domicilio, el retorno a las prácticas a la par del grupo se demoró algunas semanas producto de un cuadro de miocarditis, lo que lo dejó afuera de la lista de buena fe de la Copa Libertadores, su lugar lo ocupó Franco Petroli.
A principios del año 2021, aceptaría el desafío de dejar la institución, para ir en busca de un equipo donde pudiera obtener más minutos, finalmente sería en Estudiantes de Buenos Aires.

### Selección Argentina
En el año 2019 fue convocado a la selección argentina sub-23 dirigida entonces por Fernando Batista para disputar un par de amistosos preparatorios para el Preolímpico frente a los seleccionados de Bolivia, en el que sería titular en la goleada por 5 a 0 y ante Colombia siendo suplente en la victoria por 3 a 1. 

### Estudiantes de Buenos Aires
El 2021 fue un año importante dentro de su carrera, ya que en febrero pasa préstamo a Estudiantes de Buenos Aires hasta fin de año para ser titular en la Primera Nacional. En su paso por el Pincha de Caseros disputó 33 partidos durante toda la temporada, en los que le convirtieron 29 tantos y mantuvo la valla invicta en 14 oportunidades.

### Vuelta a River Plate
El retiro de Lux y la salida de Bologna rumbo a Banfield le abrieron las puertas para pasar a ser la primera opción de recambio para Armani. De esta manera a partir de enero de 2022, Centurión retornó a River Plate por pedido de Marcelo Gallardo. En plena pretemporada el 29 de enero, tuvo su estreno no oficial durante un amistoso contra Platense, el cual los de Núñez ganaron por 3-0, donde obtiene su primer valla invicta. “Fue rápida la vuelta, me tocó irme un año a Estudiantes. Me sirvió mucho para poder sumar minutos, jugar y para mí volver a estar acá es un sueño cumplido, estoy muy feliz”, dijo tras el partido.
Casualmente, su debut oficial se dio ante el mismo adversario, pero cuatro meses después, el 8 de mayo en un choque por la Copa de la Liga con otra victoria, esta vez por 2 a 1.
Luego le tocó mantener el cero en la goleada 4 a 0 ante Colo Colo de Chile por la quinta fecha de la fase de grupos en la Copa Libertadores 2022, en el que fue su debut internacional.
Volvería a ser titular en la fecha 1 de la Liga Profesional 2022, en una igualdad sin goles ante Defensa y Justicia.
El 31 de agosto ingresó en el complemento ante la lesión de Franco Armani en el partido de octavos de final por Copa Argentina, donde su equipo derrotó 4 a 0 a Defensa y Justicia.
Fue titular contra Barracas Central por la fecha 17 de la Liga Profesional, donde su equipo ganó por 2 a 0, consiguiendo así su cuarta valla invicta. Volvió a la titularidad 3 partidos después en la fecha 21 de la Liga Profesional 2022 por la ausencia de Franco Armani por su convocatoria a la Selección Argentina, donde perdería su valla invicta al perder el equipo por 0-1. Cuatro días más tarde jugó su último partido de titular en la eliminación contra Patronato por Copa Argentina por empate 2-2 y perdiendo 4-3 por penales, en el que detendría un penal.
Durante el año 2023, regresó a la formación titular en un encuentro frente a Racing de Córdoba correspondiente a la Copa Argentina 2023. Reemplazó a Franco Armani en lo que fue el debut del equipo en la mencionada edición, sumando así una nueva valla invicta, en la victoria de River por 3-0. El 18 de agosto de 2023 renovó su contrato hasta el 31 de diciembre de 2025.

### Independiente Rivadavia
En julio del 2024 fue cedido por 18 meses al club mendocino.

## Estadistícas

### Clubes
| Club | Div.          | Temporada     | Liga | Liga | Liga | Copas Nacionales (1) | Copas Nacionales (1) | Copas Nacionales (1) | Copas Internacionales (2) | Copas Internacionales (2) | Copas Internacionales (2) | Total | Total | Total |
| Club | Div.          | Temporada     | PJ   | GR   | VI   | PJ                   | GR                   | VI                   | PJ                        | GR                        | VI                        | PJ    | GR    | VI    |
| --- | ------------- | ------------- | ---- | ---- | ---- | -------------------- | -------------------- | -------------------- | ------------------------- | ------------------------- | ------------------------- | ----- | ----- | ----- |
| Estudiantes (BA) Argentina | 2.ª           | 2021          | 32   | 28   | 14   | 1                    | 1                    | 0                    | 0                         | 0                         | 0                         | 33    | 29    | 14    |
| Estudiantes (BA) Argentina | Total club    | Total club    | 32   | 28   | 14   | 1                    | 1                    | 0                    | 0                         | 0                         | 0                         | 33    | 29    | 14    |
| River Plate Argentina | 1.ª           | 2022          | 3    | 1    | 2    | 3                    | 3                    | 1                    | 1                         | 0                         | 1                         | 7     | 4     | 4     |
| River Plate Argentina | 1.ª           | 2023          | 1    | 3    | 0    | 2                    | 2                    | 1                    | 0                         | 0                         | 0                         | 3     | 5     | 1     |
| River Plate Argentina | 1.ª           | 2024          | 1    | 2    | 0    | 0                    | 0                    | 0                    | 0                         | 0                         | 0                         | 1     | 2     | 0     |
| River Plate Argentina | Total club    | Total club    | 5    | 6    | 2    | 5                    | 5                    | 2                    | 1                         | 0                         | 1                         | 11    | 11    | 5     |
| Independiente Rivadavia Argentina | 1.ª           | 2024          | 22   | 23   | 8    | 0                    | 0                    | 0                    | 0                         | 0                         | 0                         | 22    | 23    | 8     |
| Independiente Rivadavia Argentina | 1.ª           | 2025          | 22   | 25   | 8    | 2                    | 3                    | 0                    | 0                         | 0                         | 0                         | 24    | 28    | 8     |
| Independiente Rivadavia Argentina | Total club    | Total club    | 44   | 48   | 16   | 2                    | 3                    | 0                    | 0                         | 0                         | 0                         | 46    | 51    | 16    |
| Total carrera | Total carrera | Total carrera | 81   | 82   | 32   | 8                    | 9                    | 2                    | 1                         | 0                         | 1                         | 90    | 91    | 35    |
| (1) Las copas nacionales se refiere a la Copa Argentina y la Copa de la Liga Profesional. (2) Las copas internacionales se refiere a la Copa Libertadores y la Copa Sudamericana. (3) Media de goles por encuentro. No incluye goles en partidos amistosos. |               |               |      |      |      |                      |                      |                      |                           |                           |                           |       |       |       |

## Palmarés

### Campeonatos nacionales
| Título              | Club              | País      | Año  |
| ------------------- | ----------------- | --------- | ---- |
| Primera División    | C. A. River Plate | Argentina | 2023 |
| Trofeo de Campeones | C. A. River Plate | Argentina | 2023 |
| Supercopa Argentina | C. A. River Plate | Argentina | 2023 |

### Campeonatos internacionales
| Título            | Equipo      | Sede   | Año  |
| ----------------- | ----------- | ------ | ---- |
| Copa Libertadores | River Plate | Madrid | 2018 |